# Vlnoplocha
Jako vlnoplocha se označuje množina bodů prostoru, které při vlnění kmitají se stejnou fází.

## Druhy vlnoploch
Pokud body vlnoplochy tvoří rovinu, označuje se vlnoplocha jako rovinná. S rovinnou vlnoplochou se lze setkat např. u rovinných vln.
Jiným příkladem je kulová (sférická) vlnoplocha, kdy body vlnoplochy tvoří kulové plochy. Takový druh vlnoplochy se vyskytuje u sférických vln.

## Elementární vlnoplocha

Elementární vlnoplochy.

Podle Huygensova principu se každý bod vlnoplochy stává zdrojem vlnění. Vlnění příslušné k danému bodu se označuje jako elementární. Každý bod je tedy zdrojem elementárního vlnění. Toto elementární vlnění se rozšíří na elementární vlnoplochu, jejíž každý bod se stává středem další elementární vlnoplochy, a tak vlnění postupuje k dalším bodům prostředí.
Výsledné vlnění vzniká interferencí všech elementárních vlnění. Tedy také výsledná vlnoplocha se získá interferencí jednotlivých elementárních vlnoploch.
V homogenním a izotropním prostředí se vlnění šíří všemi směry stejnou rychlostí. Elementární vlnění v libovolném bodě tedy v prostoru vytváří kulovou plochu. V prostředí, které není izotropní a homogenní nemá elementární vlnoplocha kulový tvar.

## Čelní vlnoplocha
Plocha, která je tvořena body, kterých vlna dosáhne za daný čas, bývá označována jako čelní vlnoplocha.